# Городское поселение Серебряные Пруды
Городско́е поселе́ние Сере́бряные Пруды́ — бывшее (до 2015) муниципальное образование (городское поселение) в упразднённом Серебряно-Прудском муниципальном районе Московской области. Было образовано в 2005 году. Включало 6 населённых пунктов, крупнейший из которых — посёлок городского типа Серебряные Пруды. Площадь территории городского поселения — 8569 га.

## История
В ходе муниципальной реформы, проведённой после принятия федерального закона 2003 года «Об общих принципах организации местного самоуправления в Российской Федерации», в Московской области были сформированы городские и сельские поселения.
Городское поселение Серебряные Пруды было образовано согласно закону Московской области от 21 января 2005 г. № 29/2005-ОЗ «О статусе и границах Серебряно-Прудского муниципального района и вновь образованных в его составе муниципальных образований».
В состав городского поселения вошли посёлок городского типа Серебряные Пруды и ещё 5 сельских населённых пунктов Шеметовского, Совхозного и Клёмовского сельских округов. Старое деление на сельские округа было отменено позже, в 2006 году.
Упразднено 7 ноября 2015 в связи с преобразованием Серебряно-Прудского муниципального района в городской округ.

## Население
| 2006    | 2007  | 2008  | 2009  | 2010    | 2011    |
| ------- | ----- | ----- | ----- | ------- | ------- |
| 9424    | ↘9366 | ↗9392 | ↘9368 | ↗10 102 | ↘10 047 |
| 2012    | 2013  | 2014  | 2015  |         |         |
| →10 047 | ↘9979 | ↘9880 | ↘9749 |         |         |

## Состав городского поселения
В состав городского поселения Серебряные Пруды входили 6 населённых пунктов (1 посёлок городского типа, 2 села и 3 деревни):
| Вид             | Наименование     | Население, чел. (2006) | ОКАТО          | Бывшая административная единица |
| --------------- | ---------------- | ---------------------- | -------------- | ------------------------------- |
| деревня         | Благодать        | 52                     | 46 250 822 010 | Шеметовский сельский округ      |
| село            | Дудино           | 345                    | 46 250 822 009 | Шеметовский сельский округ      |
| село            | Красное          | 8                      | 46 250 816 004 | Совхозный сельский округ        |
| деревня         | Растрехаевка     | 8                      | 46 250 804 009 | Клёмовский сельский округ       |
| деревня         | Семёнково        | 4                      | 46 250 804 010 | Клёмовский сельский округ       |
| рабочий посёлок | Серебряные Пруды | 8736                   | 46 250 551     |                                 |